# 卡尼亞爾省
卡尼亞爾省（西班牙語：Provincia de Cañar），是厄瓜多爾中南部的一個省，位於安第斯山脈。面積3,908平方公里，2001年人口206,981人。首府阿索格斯。
1880年11月17日設省，下分七市。